# Frein du voile médullaire supérieur

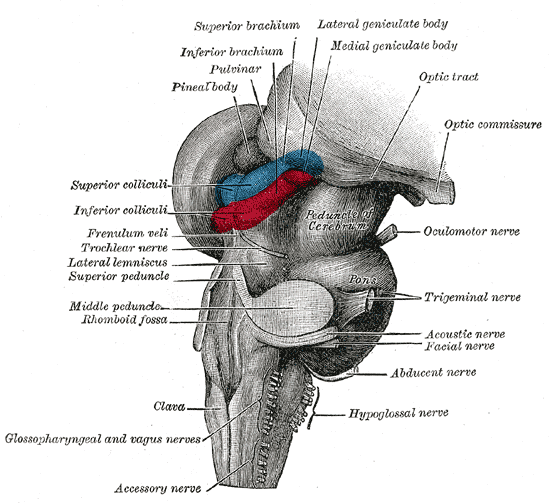
Cerveau postérieur et moyen ; vue postéro-latérale. (Frenulum veli étiqueté au centre gauche.)

Le frein du voile médullaire supérieur (en latin frenulum veli), désigné anciennement comme frein de la valvule de Vieussens, est un tissu situé dans le cerveau humain qui relie l’extrémité supérieure du voile médullaire supérieur (en) au sillon qui sépare les colliculus postérieurs (lame quadrigéminale ou lame tectale). 
De part et d'autre de cette bande émerge le nerf trochléaire.